# 今川義彰
今川 義彰（いまがわ よしあき）は、江戸時代後期の高家旗本。今川義泰の子で、父に続いて高家職（奥高家）に就いた。今川家20代当主。

## 生涯
高家今川義泰の長男として生まれる。初名は義幹（よしより）。
安永2年（1773年）8月15日、将軍徳川家治に御目見する。天明4年（1784年）4月5日、父義泰の死去により家督を相続する。『寛政重修諸家譜』編纂時の今川家当主である。
享和2年（1802年）12月20日に高家職に就き、従五位下・侍従に叙任され、丹後守を称した。文化14年（1817年）3月11日には光格天皇譲位・仁孝天皇受禅に際して、将軍家斉・世子家慶の名代として京都に派遣され、その褒賞として4月28日に従四位下に昇進する。
文政元年（1818年）8月17日死去、享年63。

## 系譜
『寛政重修諸家譜』は子女として義用と養女を載せる。長延寺過去帳によると実子は2男3女。家督を継いだ義用以外の1男3女は夭折し、死去日と法名しかわからない。また、今川の遠い同族である瀬名貞如の娘を養女としている。いずれも長延寺に葬られている。
父母
- 父：今川義泰
- 母：盛寿院（某氏）

妻
- 正室
旗本小笠原政方（5000石）の五女。宝暦9年（1759年）生まれ、安永8年（1779年）7月8日に縁組。天保3年（1832年）5月29日、74歳で没し長延寺に葬られる。法名：栄寿院殿繁室良昌大禅定尼。

子女
- 今川義用
- 養女：早知
旗本瀬名貞如（500石）の三女。寛政7年（1795年）11月20日没。法名：梅芳院殿南窓妙枝大姉。
- 娘
安永8年（1779年）1月25日没。法名：幻了童女。
- 娘
安永9年（1780年）10月29日没。法名：炉雪禅童女。
- 娘
天明5年（1785年）7月13日没。法名：秋露禅童女。
- 子
天明5年（1785年）8月14日没。法名：影輪禅童子。